# 矢野誠
矢野 誠（やの まこと、1952年（昭和27年）5月27日 - ）は、日本の経済学者。
専門は経済動学、ミクロ経済学、国際経済学、数理経済学、法と経済学。京都大学経済研究所教授、日本学術会議会員。Ph.D.（ロチェスター大学、1981年）。慶應義塾大学教授、日本経済学会会長、京都大学経済研究所所長などを歴任した。

## 経歴

### 学歴
- 1977年3月 東京大学経済学部卒業
- 1980年2月 ロチェスター大学経済学部修士
- 1981年11月 Ph.D.（ロチェスター大学）
  - 博士論文 『Trade, Capital Accumulation and Competitive Markets』
  - 指導教授：ライオネル・マッケンジー、ロナルド・ジョーンズ

### 職歴
- 1981年7月 - 1981年12月 コーネル大学経済学部インストラクター
- 1982年1月 - 1985年6月 コーネル大学経済学部助教授
- 1985年7月 - 1986年5月 ラトガース大学助教授
- 1986年6月 - 1994年3月 横浜国立大学経済学部助教授
- 1990年9月 - 1992年8月 南カリフォルニア大学客員準教授
- 1993年4月 - 1994年3月 京都大学経済研究所客員助教授
- 1994年4月 - 1996年9月 横浜国立大学経済学部教授
- 1996年10月 - 2007年3月 慶應義塾大学経済学部教授
- 2003年 慶應義塾大学経済学研究科・商学研究科連携21世紀COEプログラム「市場の質に関する理論形成とパネル実証分析 構造的経済政策の構築にむけて」理論分析班リーダ
- 2007年4月 - 京都大学経済研究所教授（ファイナンス研究部門）
  - 付属金融工学研究センター教授（2010年4月にファイナンス研究部門へ改組）
- 2007年4月 - 2009年3月 慶應義塾大学経済学部客員教授
- 2010年4月 - 2012年3月 京都大学経済研究所所長
- 京都大学経済研究所付属 先端政策分析研究センター教授、センター長
- 2020年4月 - 経済産業研究所理事長

### 学会委員等
- 1991年 - 1994年 Economic Studies Quarterly Associate Editor
- 1995年 - 2001年 Economic Theory Associate Editor
- 1995年 - International Economics and Finance Society Japan（IEFS Japan） Executive Council
- 1995年 - 1997年 Japanese Economic Review Associate Editor
- 1995年 - Mathematical Reviews（英語版） Reviewer
- 1996年 - 1999年 日本経済学会常任理事
- 1997年 - 1999年 Japanese Economic Review Coeditor
- 1997年 - 2003年 Keio Economic Studies Coeditor
- 1998年 - Annals of Mathematical Economics Member of Editorial Board
- 1999年 - 2002年 日本経済学会理事
- 1999年 - 2003年 Japanese Economic Review Managing Editor
- 2003年 - 2007年 法と経済学会常務理事
- 2003年 - 2006年 『法と経済学研究』代表編集委員
- 2005年 - International Journal of Economic Theory Managing Editor
- 2005年 - 2008年 日本経済学会理事
- 2007年 - 2008年 日本経済学会副会長
- 2008年4月 - 2009年3月 日本経済学会会長
- 2009年 - 2011年 日本経済学会法人化委員会委員長
- 2010年 - Technology and Investment Member of Editorial Board
- 2010年 - Economics Research International Member of Editorial Board
- 2011年 - Western Economic Association International（英語版） Academic Director
- 2011年 - Theoretical Economics Letters Member of Editorial Board
- 2011年 - 日本経済学会監事
- 2011年 - 日本学術会議会員
- 2021年 - 日本学士院会員

## 著書

### 単著
- 『ミクロ経済学の基礎』（岩波書店、2001年 ISBN 4000021974）
- 『ミクロ経済学の応用』（岩波書店、2001年 ISBN 4000021990）
- 『「質の時代」のシステム改革』（岩波書店、2005年 ISBN 4000234080）

### 編・著書
- 『法と経済学 市場の質と日本経済』（東京大学出版会、2007年 ISBN 9784130421249）
- The Japanese Economy-A Market Quality Perspective (Keio University Press, 2008 ISBN 9784766415117)

### 共著
- 倉澤資成, 森田洋, 薮下史郎, 矢野誠, 鈴木久美, 米沢康博『市場競争と市場価格』（日本評論社、2005年 ISBN 4535554528）
- 西村和雄,矢野誠『マクロ経済動学』(岩波書店、2007年 ISBN 9784000248044) 第51回日経・経済図書文化賞受賞作。

## 受賞
- 2002年 「動学的一般均衡理論の基礎研究および応用研究」 福澤賞（慶應義塾学事振興資金）
- 2008年 『マクロ経済動学』 第51回日経・経済図書文化賞（日本経済新聞社、日本経済研究センター）